# Zaupnost korespondence
Zaupnost korespondence (nemško Briefgeheimnis, francosko secret de la correspondance), dobesedno prevedeno kot zaupnost pisem, je temeljno pravno načelo, zapisano v ustavah več evropskih držav.     Zagotavlja, da se vsebina zaprtih pisem nikoli ne razkrije in da pisma med prenosom do naslovnika ne odprejo vladni uradniki ali katera koli tretja oseba. Pravica do zasebnosti pisem je glavna pravna podlaga za predpostavko zasebnosti dopisovanja.
Načelo se je razširilo tudi na druge oblike komunikacije, vključno s telefonijo in elektronskimi komunikacijami na internetu, saj naj bi ustavno jamstvo na splošno pokrivalo tudi te oblike komunikacije. Nacionalni zakoni o zasebnosti na področju telekomunikacij pa lahko dovoljujejo zakonito prestrezanje, tj. prisluškovanje in spremljanje elektronskih komunikacij, v primeru suma kaznivega dejanja. Papirnata pisma so v večini jurisdikcij ostala zunaj področja zakonitega nadzora zaradi kazenskega pregona, tudi kadar gre za »razumne preiskave in zaplembe«.
Načelo, ki se uporablja za elektronsko komunikacijo, ščiti ne samo vsebino komunikacije, temveč tudi informacije o tem, kdaj in komu so bila poslana kakršna koli sporočila (če obstajajo), in v primeru mobilne komunikacije podatke o kraju mobilnih naprav. Posledično so v jurisdikcijah z varovanjem zaupnosti korespondence lokacijski podatki, zbrani iz mobilnih telefonskih omrežij, varovani z višjo ravnijo zaščite kot podatki, zbrani s telematiko vozil ali vozovnicami.